# 740년

## 연호
- 당(唐) 개원(開元) 28년
- 일본(日本) 덴표(天平) 12년
- 발해(渤海) 대흥(大興) 4년

## 기년
- 당(唐) 현종(玄宗) 29년

- 신라(新羅) 효성왕(孝成王) 4년
- 발해(渤海) 문왕(文王) 4년

## 사건
- 신라에서는 740년에 파진찬 영종 모반사건이 있었으나 평정되었다.

## 문화
- 나라 동대사의 초대주지 료벤스님의 초청을 받아 신라의 학승 심상스님이 금종사에서 화엄경을 강설함. 이때 쇼무천왕이 화엄강론에 참석하였음.